# Sarah Chen
Sarah Chen Shu Hua (cinese tradizionale: 陳淑樺; cinese semplificato: 陈淑桦; pinyin: Chén Shūhuà; Taipei, 14 maggio 1958) è una cantante taiwanese, divenuta famosa tra la fine degli anni '80 e l'inizio degli anni '90.
Tra le sue canzoni più famose, la maggior parte delle quali sono il risultato della collaborazione con il compositore taiwanese Jonathan Lee, figurano Dream to Awakening (夢醒時分) e Is it Right to Love You? (這樣愛你對不對). Il suo album del 1989, Talk to You, Listen to You (跟你說聽你說), è stato il primo album a raggiungere 1 milione di copie vendute a Taiwan. Chen si è ritirata dalla scena musicale nel 1998.

Nel 2007, all'inaugurazione dei 25 anni del Singapore MediCorp 8 Chinese Drama, la sigla di Samsui Women (紅頭巾) cantata da Chen è stata inserita nella Top 5 delle sigle migliori dei passati 25 anni. Samsui Women (紅頭巾) era un popolare serial televisivo cinese prodotto nel 1986 dalla Singapore Broadcasting Corporation.

## Discografia
- 愛的太陽 (1973)
- 再會吧！心上人 (1976)
- 寒雨曲 (1977)
- 悄悄地說再見 (1977)
- 飄雲。落花。愛 (1978)
- 自由女神哭泣了 (1979)
- 寧靜海 (1979)
- 歸程 (1980)
- 美麗與哀愁 (1980)
- 又見春天 (1981)
- 夕陽伴我歸 (1982)
- 她的名字是愛 Love is Her Name (1982)
- 口琴的故事 (1983)
- 海浪之歌 (1983)
- The Right to Sing (1983)
- 無盡的愛 (1984)
- 浪跡天涯 (1984)
- 情 (1985)
- 紅頭巾 Samsui Women 《新廣連續劇主題曲及片尾曲》-只在新加坡發售 (1986)
- 等待風起 (1987)
- Miracle of Love (1987)
- 女人心 Heart of a Woman (1988)
- Will You Still Love Me Tomorrow (1988)
- Hold Me Now (1989)
- 跟你說，聽你說 Talk to You, Listen to You (1989)
- 一生守候 A Lifetime of Waiting (1990)
- 聰明糊塗心 Be Wise, Be Easy (1991)
- 淑樺的台灣歌 Sarah Chen's Taiwanese Album (1992)
- 愛的進行式 The Dearest of Sarah (1994)
- 淑樺盛開 Forever (1995)
- 生生世世 Forever, Sarah (1995)
- 失樂園 Paradise Lost (1998)